# Фінал кубка Англії з футболу 1878
Фінал кубка Англії з футболу 1878 — 7-й фінал найстарішого футбольного кубка у світі. Учасниками фіналу були «Вондерерз» і «Роял Енджинірс». Володарем кубкового трофею став «Вондерерз».

## Шлях до фіналу
| «Вондерерз» | «Вондерерз» | «Вондерерз»             | Раунд           | «Роял Енджинірс»     | «Роял Енджинірс»  | «Роял Енджинірс»                            |
| ----------- | ----------- | ----------------------- | --------------- | -------------------- | ----------------- | ------------------------------------------- |
| Суперник    | Результат   | Матчі                   |                 | Суперник             | Результат         | Матчі                                       |
| «Пантерс»   | 9—1         | 9—1                     | Перший раунд    | «Хайбері Юніон»      | технічна перемога | технічна перемога                           |
| «Хай Вікем» | 9—0         | 9—0                     | Другий раунд    | «Пілігрімс»          | 6—0               | 6—0                                         |
| «Барнс»     | 5—2         | 1—1, 4—1 (перегравання) | Третій раунд    | «Друїдс»             | 8—0               | 8—0                                         |
| «Шеффілд»   | 4—1         | 4—1                     | Четвертий раунд | «Оксфорд Юніверсіті» | 9—7               | 3—3, 2—2 (перегравання), 4—2 (перегравання) |
| -           | -           | -                       | Півфінал        | «Олд Гарровіанс»     | 2—1               | 2—1                                         |

## Матч
| 23 березня 1878 |

| Вондерерз                  | 3:1      | Роял Енджинірс |
| -------------------------- | -------- | -------------- |
| Кенрік 5', 65' Кіннерд 35' | Протокол | Морріс 20'     |

| Кеннінгтон Овал, Лондон Глядачів: 4 500 Арбітр: Сігар Бастард |

|  |  |

|    |  |                        |  |
|    |  |                        |  |
| В  |  | Джеймс Кіркпатрік      |  |
| З  |  | Алфред Стратфорд       |  |
| З  |  | Вільям Ліндсі          |  |
| ПЗ |  | Артур Кіннерд (к)      |  |
| ПЗ |  | Фредерік Грін          |  |
| Н  |  | Чарльз Вулластон       |  |
| Н  |  | Г'юберт Герон          |  |
| Н  |  | Джон Вайлі             |  |
| Н  |  | Генрі Вейс             |  |
| Н  |  | Чарльз Ашпітель Дентон |  |
| Н  |  | Джарвіс Кенрік         |  |

|    |  |                       |  |
|    |  |                       |  |
| В  |  | Ловік Френд           |  |
| З  |  | Джеймс Кауан          |  |
| З  |  | Вільям Морріс         |  |
| ПЗ |  | Чарльз Майн           |  |
| ПЗ |  | Фредерік Гіт-Колдвелл |  |
| Н  |  | Чарльз Гейнс          |  |
| Н  |  | Морган Ліндсей        |  |
| Н  |  | Роберт Гедлі (к)      |  |
| Н  |  | Френсіс Бонд          |  |
| Н  |  | Горас Барнет          |  |
| Н  |  | Олівер Рак            |  |